# Tomentella olivascens
Tomentella olivascens är en svampart som först beskrevs av Berk. & M.A. Curtis, och fick sitt nu gällande namn av Bourdot & Galzin 1928. Tomentella olivascens ingår i släktet Tomentella och familjen Thelephoraceae.   Inga underarter finns listade i Catalogue of Life.